# Silene schmuckeri
Silene schmuckeri är en nejlikväxtart som beskrevs av Richard von Wettstein. Silene schmuckeri ingår i släktet glimmar, och familjen nejlikväxter. Inga underarter finns listade i Catalogue of Life.